# ルイーズ・ド・マリヤック

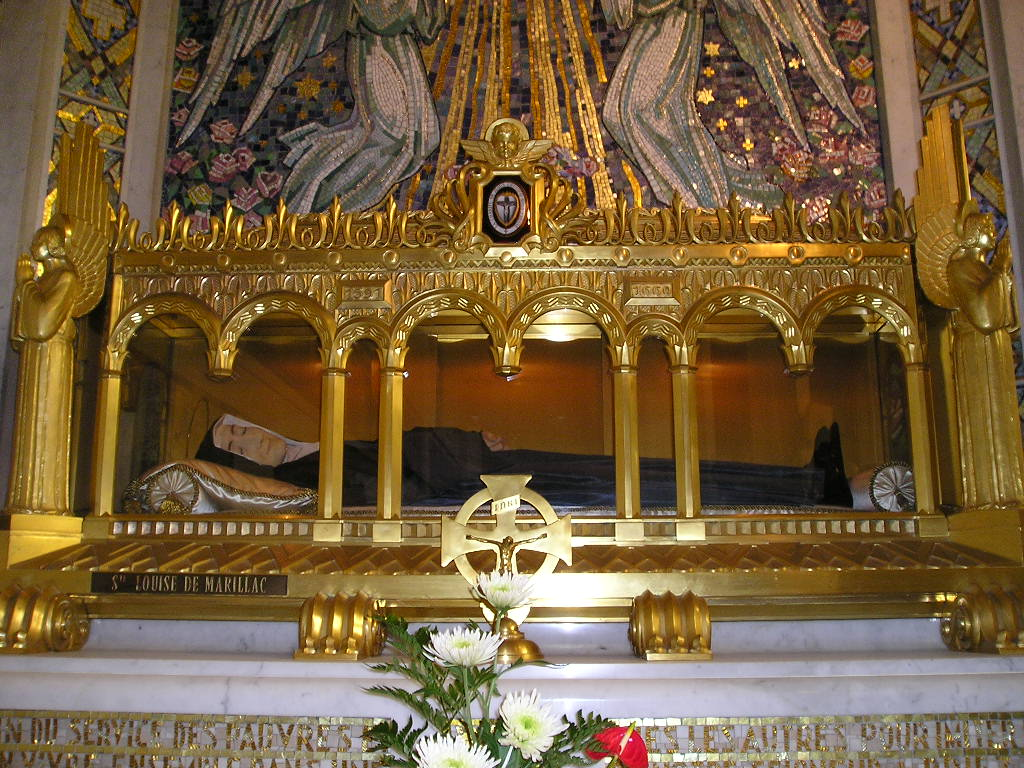
聖ルイーズ・ド・マリヤック

ルイーズ・ド・マリヤック（Louise de Marillac, 1591年8月12日 - 1660年3月15日）は、フランスのカトリック教会の修道女、聖人、聖ビンセンシオ・ア・パウロの愛徳姉妹会の共同創始者。

## 生涯
ルイーズは、リシュリュー政権下の法務大臣、ミシェル・ド・マリヤックの親戚の私生児として生まれた。3歳のころ、ポワシーのドミニコ会女子修道院に預けられた。その修道院に所属する大叔母に当たる修道女らによって育てられ、キリスト教としての信仰を身につけた。13歳を迎え彼女はパリの子女を教育する施設に移り、修道女への召命を抱くようになる。ルイーズはカプチン会（フランシスコ会系の修道会）への入会を希望していたが健康の理由によって断られ、彼女は親戚の取り決めによって、財務大臣秘書アントワーヌ・ル・グラと結婚し1男を儲けた。しかし、ルイーズの心は晴れなかった。
1623年6月4日、聖霊降臨祭の日の聖堂で彼女は必死に祈り、その不安から解放された。だが、1625年12月22日、夫アントワーヌは病気で死去、収入を絶たれたルイーズは息子ミシェルを引き連れやすい住居に移り住む。将来に不安を抱えているとき、司祭のヴァンサン・ド・ポールに出会い、それが彼女の人生に大きな転機を迎えることになる。そのころ、ミシェル・ド・マリヤックはリシュリュー打倒のクーデターを企てていたが事前に発覚し、投獄された後に死去。もう一人のおじにあたり元帥だったルイは斬首刑に処せられた。
1633年11月29日、ルイーズはヴァンサンと共に貧民を助けるための共同体を設立し、それに賛同し奉仕する女性を集めた。それが後に従来の女子修道会とは異なる新しい形態の「愛徳姉妹会」の原型となった。（当時の教会法は修道女の外部での活動を禁止、制限していた）この活動はフランスのみならず、ヨーロッパ全土に広がった。1660年3月15日、ルイーズは結婚して1男を儲けたミシェルとその妻、修道女らに見守られ死去した。ルイーズはその聖徳が認められ1920年5月9日、ローマ教皇ベネディクトゥス15世によって列福され、1934年3月11日、ピウス11世によって列聖された。

## 参考資料
- 『ルイーズ・ド・マリヤック』　ジュヌビエーブ・ルー、エリザベス・シャルビー著　竹下節子訳　オーギュスト・キュレリー絵　ドン・ボスコ社